# Karen Robson
Karen Robson, född 19 mars 1957 i Malacka, Malaysia, är en australisk skådespelare och filmproducent, mest känd för sin roll som den unga arvtagerskan Irma Leopold i Peter Weirs film Utflykt i det okända 1975.